# Zimmern (Saale-Holzland-Kreis)
Zimmern település Németországban, azon belül Türingiában. Lakosainak száma 174 fő (2023. december 31.).

## Népesség
A település népességének változása:
| Lakosok száma | 193  | 197  | 182  | 182  | 174  |
|               | 2017 | 2019 | 2021 | 2022 | 2023 |